# Oteley
Oteley (Otley w 1280) – przysiółek w Anglii, w Shropshire, w dystrykcie (unitary authority) Shropshire. W latach 1870–1872 osada liczyła 87 mieszkańców.